# Pablo Andrés Contreras Fica
Pablo Andrés Contreras Fica (11 de setembre del 1978, Santiago de Xile) és un futbolista xilè amb nacionalitat espanyola ja retirat.